# Sam Querrey
Sam Querrey, född 7 oktober 1987 i San Francisco, är en amerikansk högerhänt professionell tennisspelare.

## Tenniskarriären

### 2008
Querrey slutade säsongen på topp 50 för första gången efter att ha vunnit turneringen i Las Vegas och tagit sig till fjärde omgången av US Open.

### 2009
Querrey började det nya året bra i Auckland, där han tog sig fram till final, som dock slutade med en förlust i två raka set mot Juan Martin Del Potro. På vägen fram till finalen vann han över både fjärdeseedade Almagro och andraseedade Ferrer.
I Australiska öppna förlorade han i första omgången mot Philipp Kohlschreiber.

## ATP-titlar

### Singel (10)
- 2008 – Las Vegas Open
- 2009 – Los Angeles Open
- 2010 – Memphis Open
- 2010 – Serbia Open
- 2010 – Queen's Club Championships
- 2010 – Los Angeles Open (2)
- 2012 – Los Angeles Open (3)
- 2016 – Delray Beach Open
- 2017 – Mexican Open
- 2017 – Los Cabos Open

### Dubbel (5)
- 2010 – Pacific Coast Championships
- 2010 – U.S. National Indoor Championships
- 2011 – Italian Open
- 2012 – U.S. Men's Clay Court Championships
- 2016 – Geneva Open